# U-134 (1941)
| U-134 | U-134 | U-134 |
| --- | --- | --- |
| | | |
| | | |
| U-134 під атакою американської патрульної авіації. 8 липня 1943                                           | | |
| Верф | Vegesacker Werft GmbH, Бремен | Vegesacker Werft GmbH, Бремен |
| Під прапором                                                                                              | Третій Рейх | Третій Рейх |
| Порт приписки                                                                                             | Кіль, Ла-Паліс | Кіль, Ла-Паліс |
| Замовлення                                                                                                | 7 серпня 1939 | 7 серпня 1939 |
| Закладений                                                                                                | 6 вересня 1940 | 6 вересня 1940 |
| Спуск на воду                                                                                             | 17 травня 1941 | 17 травня 1941 |
| Введений до складу флоту                                                                                  | 26 липня 1941 | 26 липня 1941 |
| На службі                                                                                                 | 1941—1942 | 1941—1942 |
| Сучасний статус                                                                                           | 27 серпня 1943 року потоплений північніше мису Ортегаль британським фрегатом «Ротер»                                                 | 27 серпня 1943 року потоплений північніше мису Ортегаль британським фрегатом «Ротер»                                                 |
| Бойовий досвід                                                                                            | Друга світова війна Битва за Атлантику Кампанія в Середземному морі                                                                  | Друга світова війна Битва за Атлантику Кампанія в Середземному морі                                                                  |
| Проєкт | | |
| Тип ПЧ | середній торпедний ДПЧ | середній торпедний ДПЧ |
| Вартість                                                                                                  | 4 760 000 ℛℳ | 4 760 000 ℛℳ |
| Основні характеристики                                                                                    | | |
| Швидкість (надводна)                                                                                      | 17,7 вузла (32,8 км/год) | 17,7 вузла (32,8 км/год) |
| Швидкість (підводна)                                                                                      | 7,6 вузла (14,1 км/год) | 7,6 вузла (14,1 км/год) |
| Робоча глибина занурення                                                                                  | 230 м | 230 м |
| Гранична глибина занурення                                                                                | 250—295 м | 250—295 м |
| Дальність плавання                                                                                        | 80 миль (150 км) на швидкості 4 вузли (в підводному положенні) 8500 миль (15 700 км) на швидкості 10 вузлів (у надводному положенні) | 80 миль (150 км) на швидкості 4 вузли (в підводному положенні) 8500 миль (15 700 км) на швидкості 10 вузлів (у надводному положенні) |
| Екіпаж | 44—52 особи | 44—52 особи |
| Розміри                                                                                                   | | |
| Довжина найбільша (по КВЛ)                                                                                | 67,1 м | 67,1 м |
| Ширина корпусу найб.                                                                                      | 6,2 м | 6,2 м |
| Висота | 9,6 м | 9,6 м |
| Середня осадка (по КВЛ)                                                                                   | 4,74 м | 4,74 м |
| Водотоннажність надводна                                                                                  | 769 т | 769 т |
| Силова установка                                                                                          | | |
| Дизель-електрична: дизельних двигуни MAN M 6 V 40/46, 2 електродвигуни Siemens-Schuckertwerke GU 343/38-8 | | |
| Гвинти | 2 | 2 |
| Потужність                                                                                                | 2 × 2100—2310 к.с. (дизелі) 2 × 750 к.с. (електродвигуни)                                                                            | 2 × 2100—2310 к.с. (дизелі) 2 × 750 к.с. (електродвигуни)                                                                            |
| Озброєння                                                                                                 | | |
| Артилерія                                                                                                 | 1 × 88-мм палубна гармата SK C/35 | 1 × 88-мм палубна гармата SK C/35 |
| Торпедно- мінне озброєння                                                                                 | 4 носових і один кормовий ТА 14 торпед та 26 мін TMA                                                                                 | 4 носових і один кормовий ТА 14 торпед та 26 мін TMA                                                                                 |
| ППО | 1 × 37-мм зенітна гармата Flak M42 2 × 20-мм зенітні гармати FlaK 30                                                                 | 1 × 37-мм зенітна гармата Flak M42 2 × 20-мм зенітні гармати FlaK 30                                                                 |

U-134 — німецький підводний човен типу VIIC часів Другої світової війни.
Замовлення на будівництво човна було віддане 7 серпня 1939 року. Човен був закладений на верфі суднобудівної компанії «Bremer Vulkan» у місті Бремен 6 вересня 1940 року під заводським номером 13, спущений на воду 17 травня 1941 року, 26 липня 1941 року увійшов до складу 5-ї флотилії. Також за час служби входив до складу 3-ї флотилії.
Човен зробив 9 бойових походів, в яких потопив 3 (загальна водотоннажність 12 147 брт) судна.
27 серпня 1943 року потоплений у Біскайській затоці, північніше мису Ортегаль (44°03′ пн. ш. 08°05′ зх. д. / 44.050° пн. ш. 8.083° зх. д.) глибинними бомбами британського фрегату «Ротер». Всі 48 членів екіпажу загинули.

## Командири
- Капітан-лейтенант Рудольф Шендель (26 липня 1941 — 2 лютого 1943)
- Капітан-лейтенант Ганс-Гюнтер Брозін (3 лютого — 27 серпня 1943)

## Потоплені та пошкоджені кораблі[3]
| Назва      | Тип        | Належність      | Дата              | Тоннаж (БРТ) | Вантаж                                                                       | Статус    | Місце                                                       |
| Steinbek   | суховантаж | Німеччина       | 9 грудня 1941     | 2 185        | Баласт                                                                       | потоплено | 71°09′ пн. ш. 29°25′ сх. д. / 71.150° пн. ш. 29.417° сх. д. |
| Waziristan | суховантаж | Велика Британія | 2 січня 1942      | 5 135        | 3 700 т військових вантажів, включно з 1 000 т міді та 410 вантажівками Ford | потоплено | 74°09′ пн. ш. 19°10′ сх. д. / 74.150° пн. ш. 19.167° сх. д. |
| Scapa Flow | суховантаж | Панама          | 14 листопада 1942 | 4 827        | 4 500 т марганцевої руди, 1 500 т латексу та 500 т тюкованої резини          | потоплено | 12°00′ пн. ш. 30°00′ зх. д. / 12.000° пн. ш. 30.000° зх. д. |